# حنظبيات
الحُنْظُبِيَّات أو فصيلة لوكانيدي (الاسم العلمي: Lucanidae)، هي فصيلة تضم نحو 1200 نوعًا من الخنافس، حيث صُنفت في أربعة فُصَيِّلَات حديثًا وتنمو بعض الأنواع ليزيد طولها عن 12 سم بيد أنه يبلغ طول معظمها نحو 5 سم. تسمى أعضاء هذه الفصيلة بالحَنَاظِب (المفرد: الحُنْظُب).

## نظرة عامة
اشتقت تسمية خنفساء الأيل من فك التي توجد لدى ذكور معظم الأنواع والتي تشبه قرن الأيل.
وهناك نوع من أشهر الأنواع في أوروبا ويتمثل في الحنظب الأوروبي والذي يشار إليه في بعض الدول الأوروبية (بما فيها المملكة المتحدة) تحت اسم «خنفساء الأيل» (وهي من أكبر الحشرات الأرضية في أوربا). وقد لاحظ بلينيوس الأكبر أن نيجدياس (Nigidius) قد أطلق على الخنفساء الآيل اسم لوكانس (lucanus) نسبة إلى المنطقة الإيطالية لُكانية حيث كان سكانها يستخدمون هذه الخنافس تمائمَ. وتتمثل التسمية العلمية لـ لوكانس سيرفس (Lucanus cervus) في هذه الكلمة إلى جانب لوكانس وآيل.
وتستخدم خنفساء الآيل فكيها في مصارعة كل منها الأخرى من أجل فرض السيطرة على الأماكن المفضلة بطريقة توازي الطريقة التي تتقاتل بها الأيائل من أجل الفوز بإحدى الإناث. ويمكن أن يكون القتال على الطعام مثل شجرة النسغ أو الفواكه المتحللة. وعلى الرغم من مظهر هذه الخنافس المخيف، إلا أنها لا تتسم بالعداء عادة تجاه الإنسان.
وتكون أنثى خنفساء الآيل عادة أصغر من الذكور كما يكون فكيها أصغر من حيث الحجم. وعلى غرار اليرقات، يمكن أن تتميز الإناث عن الذكور من خلال وجود لون قشدي ومبايض بدينة يمكن رؤيتها من خلال الجلد حوالي 2⁄3 أسفل الظهر.
وتتغذى اليرقة لعدة سنوات على الأخشاب النفضية المتعفنة حيث تنمو على مدار ثلاث مراحل يرقية إلى أن تصبح خادرة داخل خلية عذراء تكونت من قطع الخشب المحيطة والجسيمات الموجودة بالتربة. وفي المرحلة اليرقية الأخيرة، "L3"، يمكن أن يبلغ حجم اليرقات المنتمية إلى أنواع كبيرة مثل بروسوبوسيولس (Prosopocoilus giraffa) حجم إصبع الإنسان.

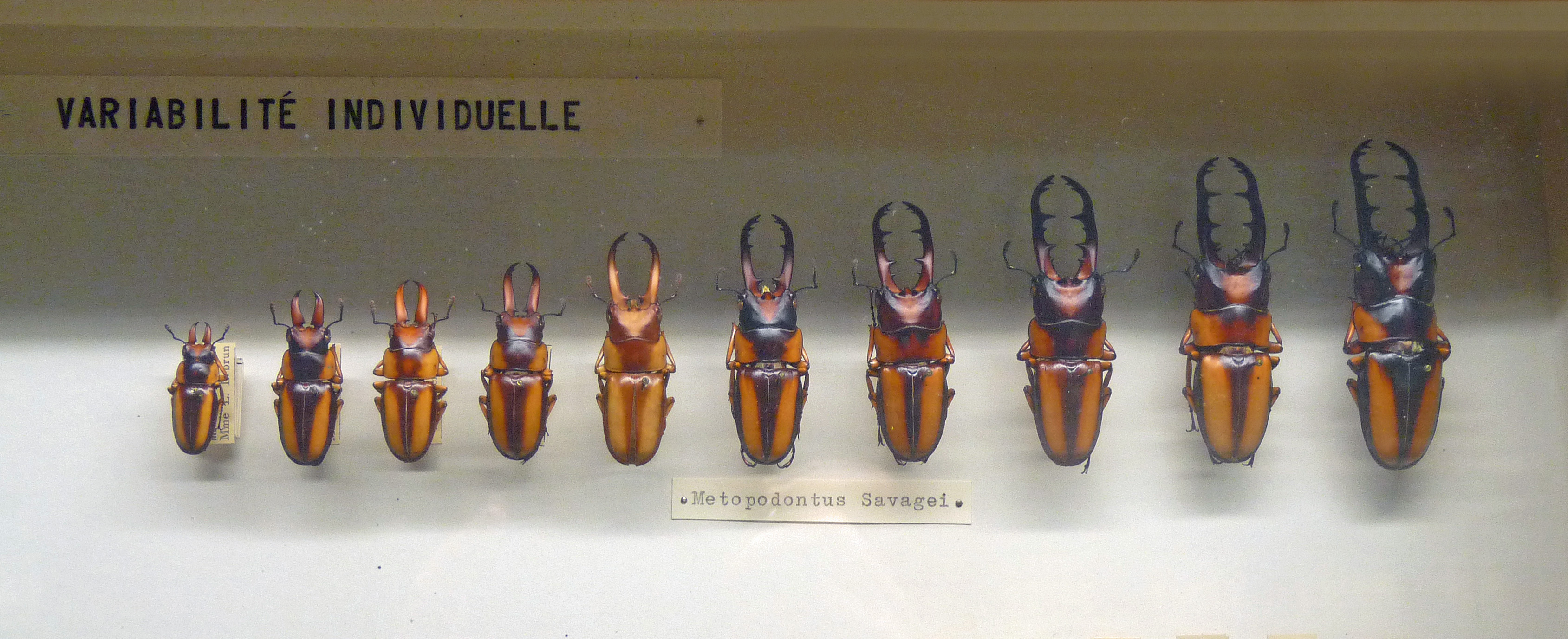
قياس تنامي القرن في ميتوبودونتس سافاجي

## قياس تنامي القرن
توضح فصيلة الحنظبيات «سمات التسليح» الخاصة بالذكور (حجم القرن) التي تظهر غالبًا وجود اختلافات في الحجم بين أفراد الذكور. ويطلق على هذا الأمر ما يسمى بالعلاقة واسعة النطاق أو قياس التنامي السكوني. وتؤثر الظروف البيئية خلال مرحلة التطور على حجم السلاح المطلق بيد أن هناك عوامل وراثية تؤثر على هذا الأمر.

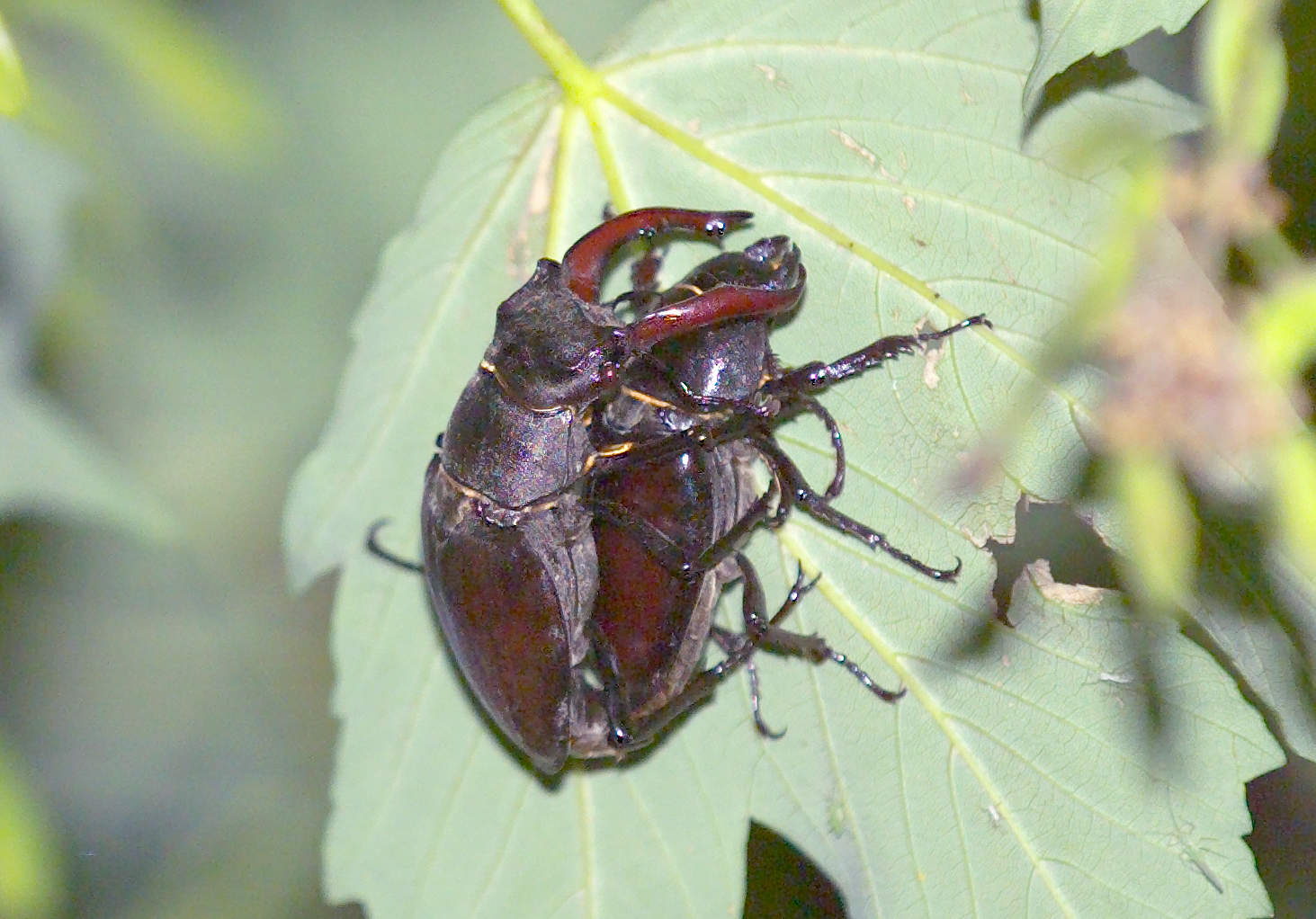
زوج متزاوج

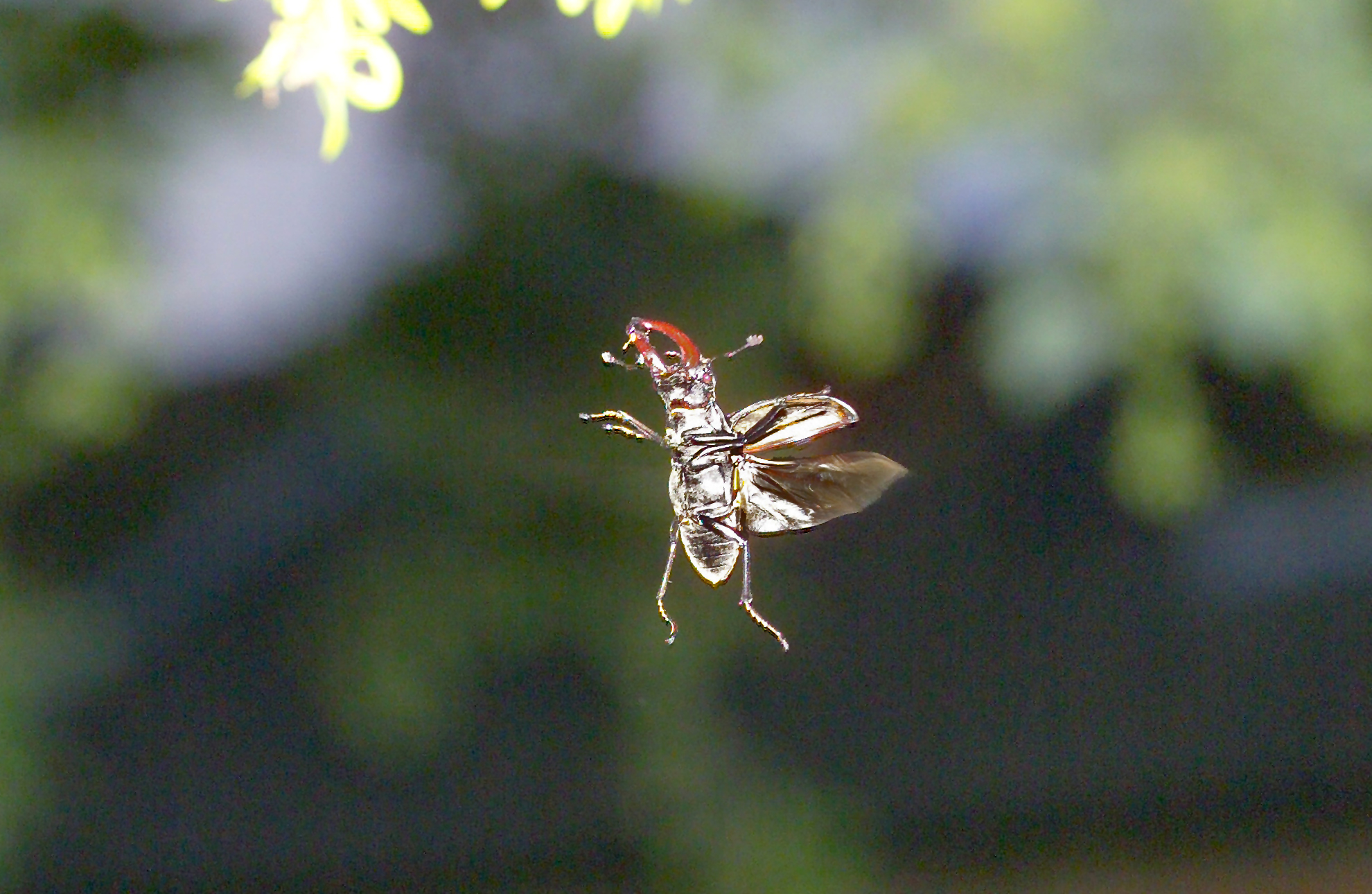
حنفساء تطير

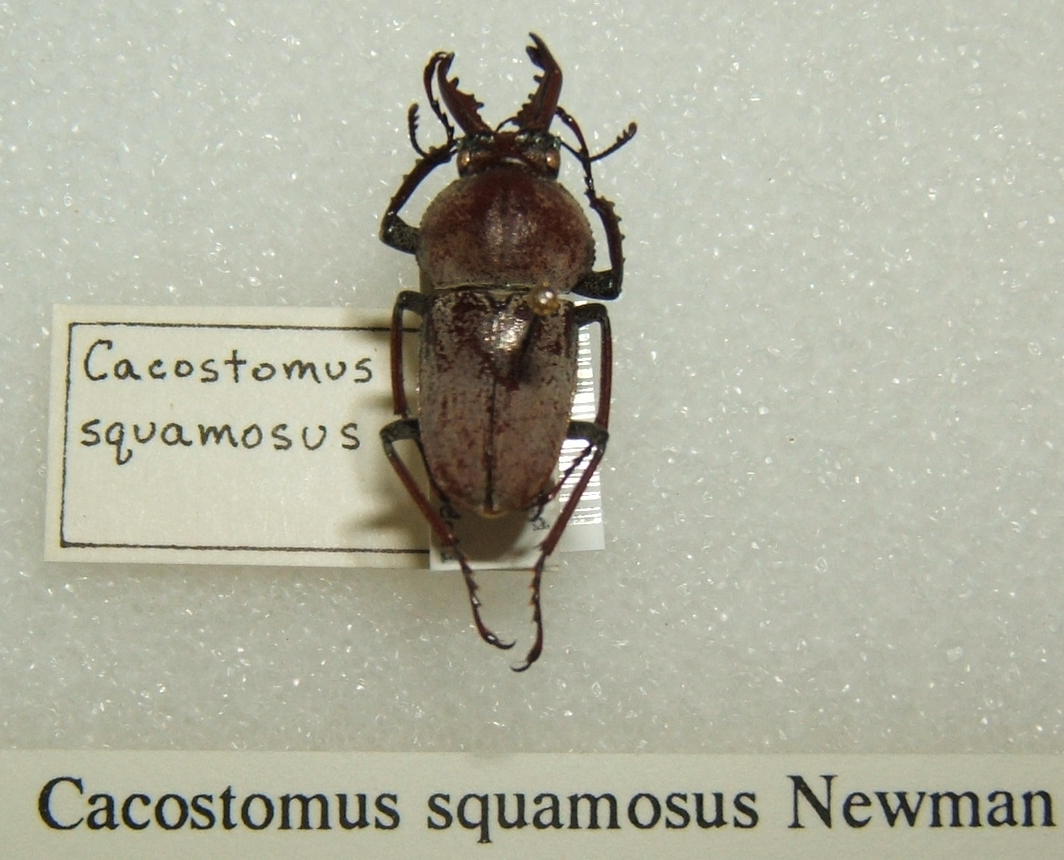
Cacostomus squamosus
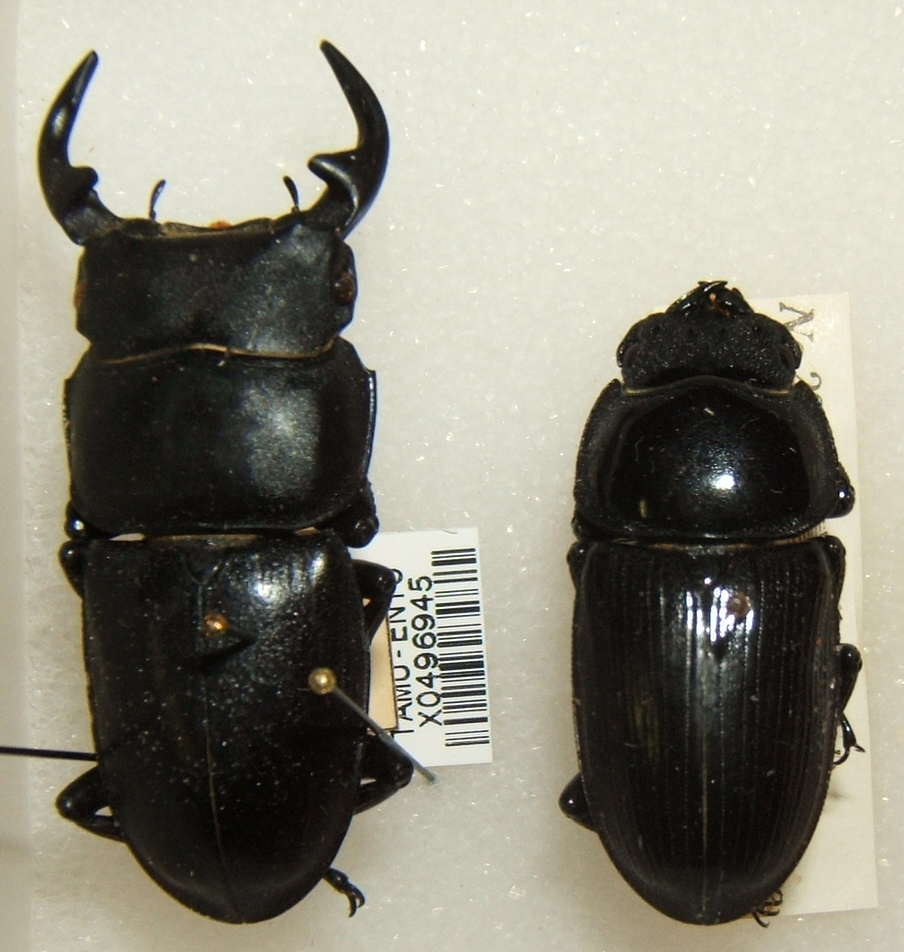
Dorcus curvidens
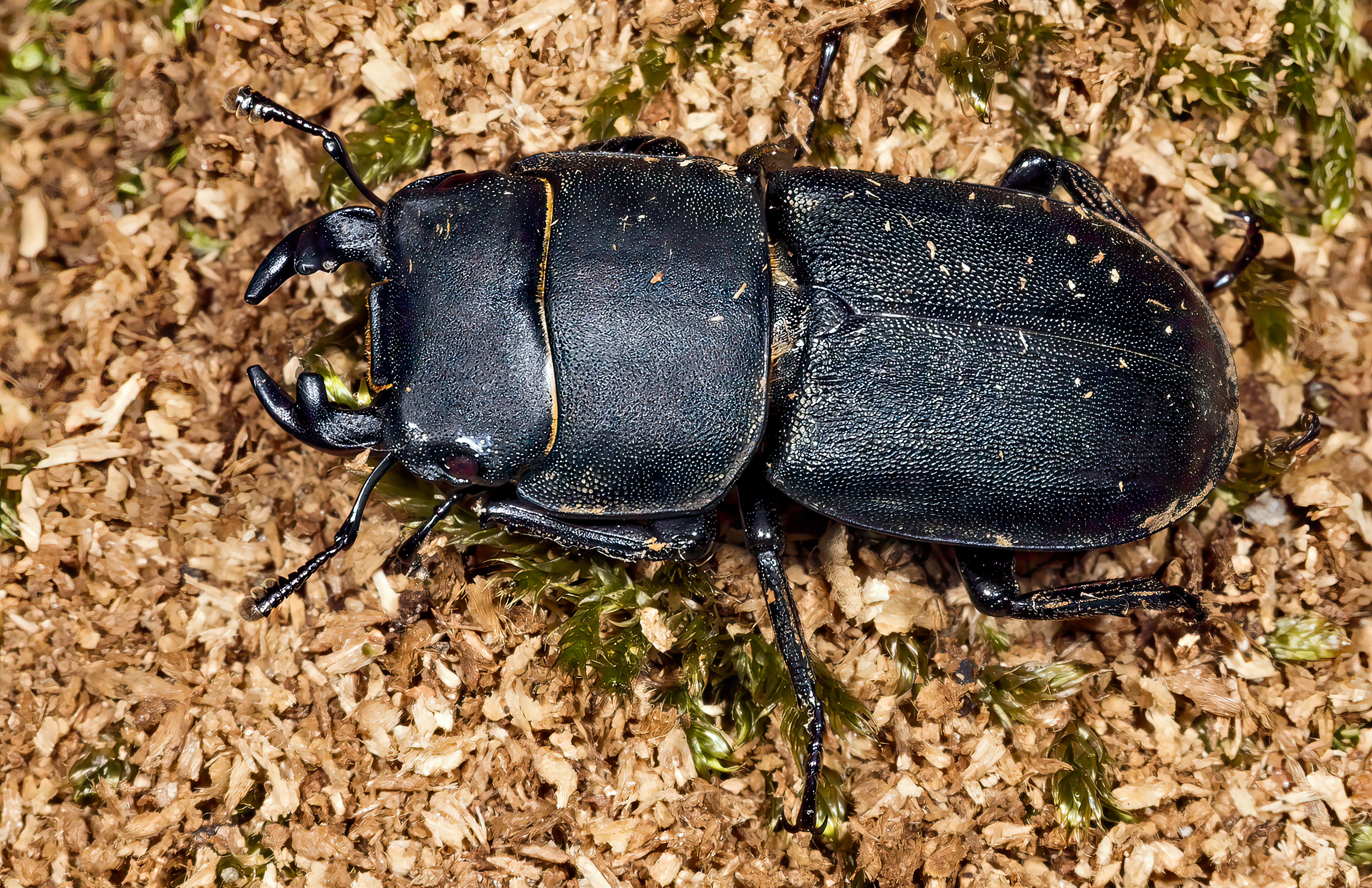
Dorcus parallelipipedus

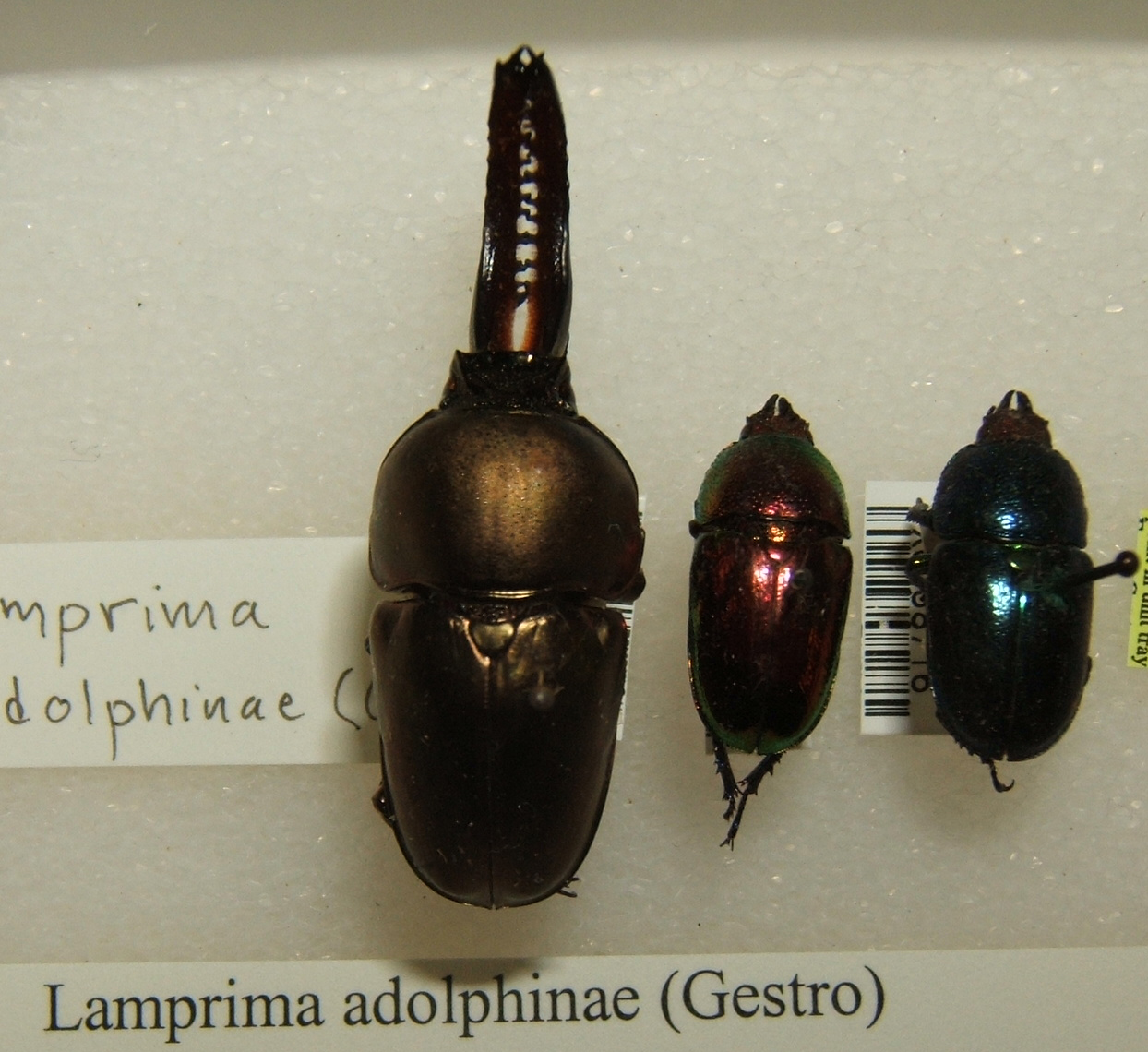
Lamprima adolphinae
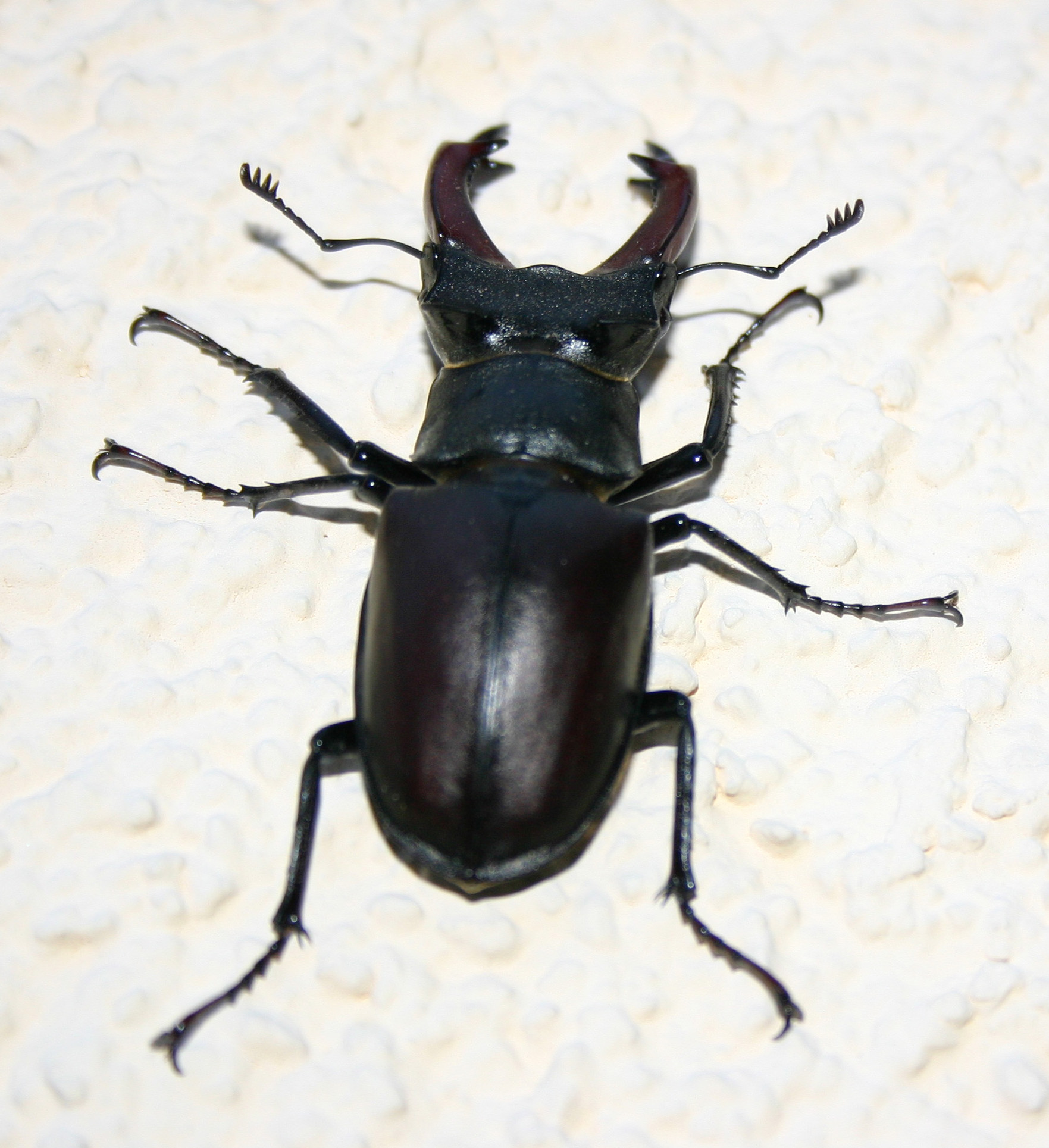
ذكر الحنظب الأوروبي
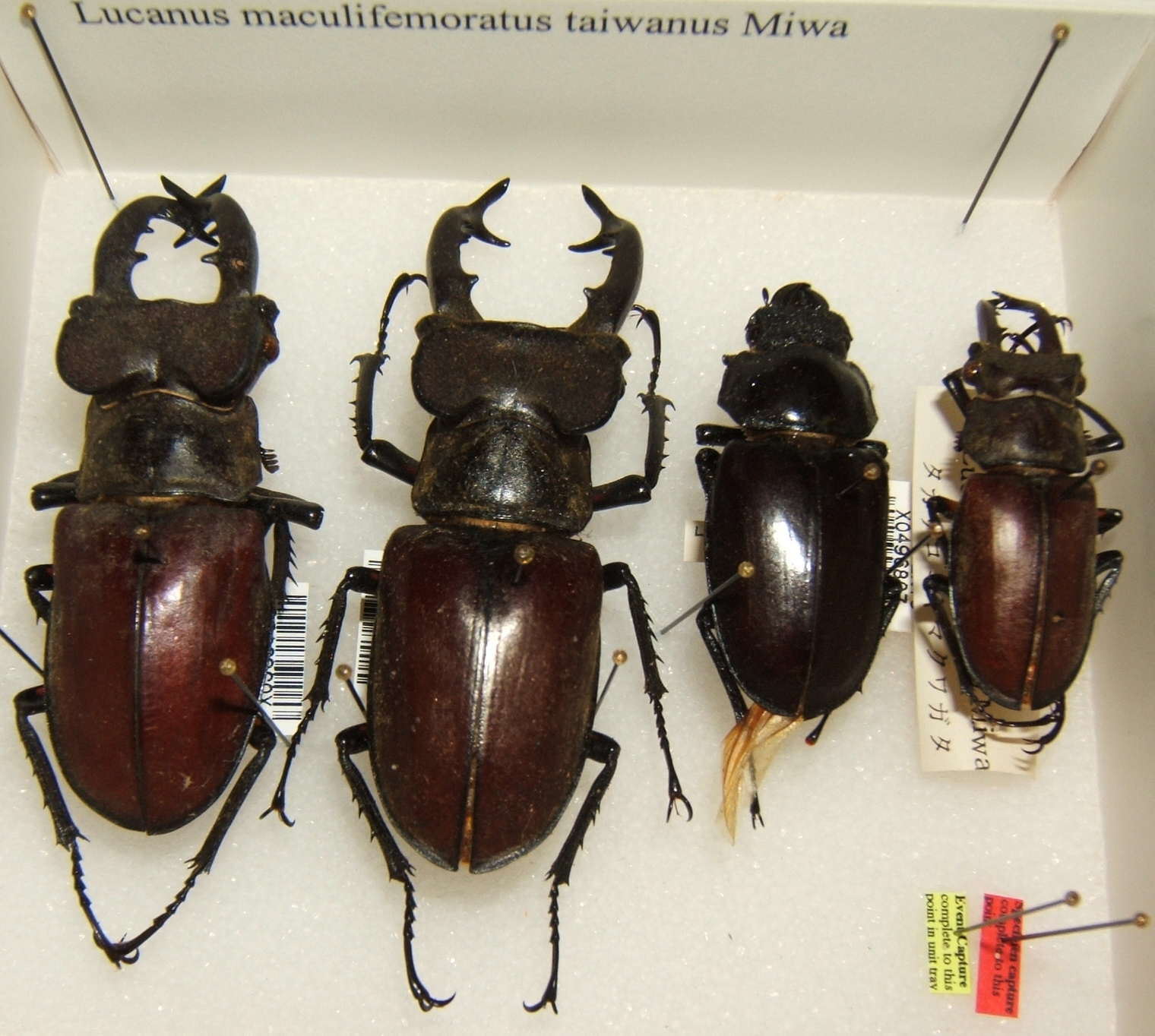
Lucanus maculifemoratus

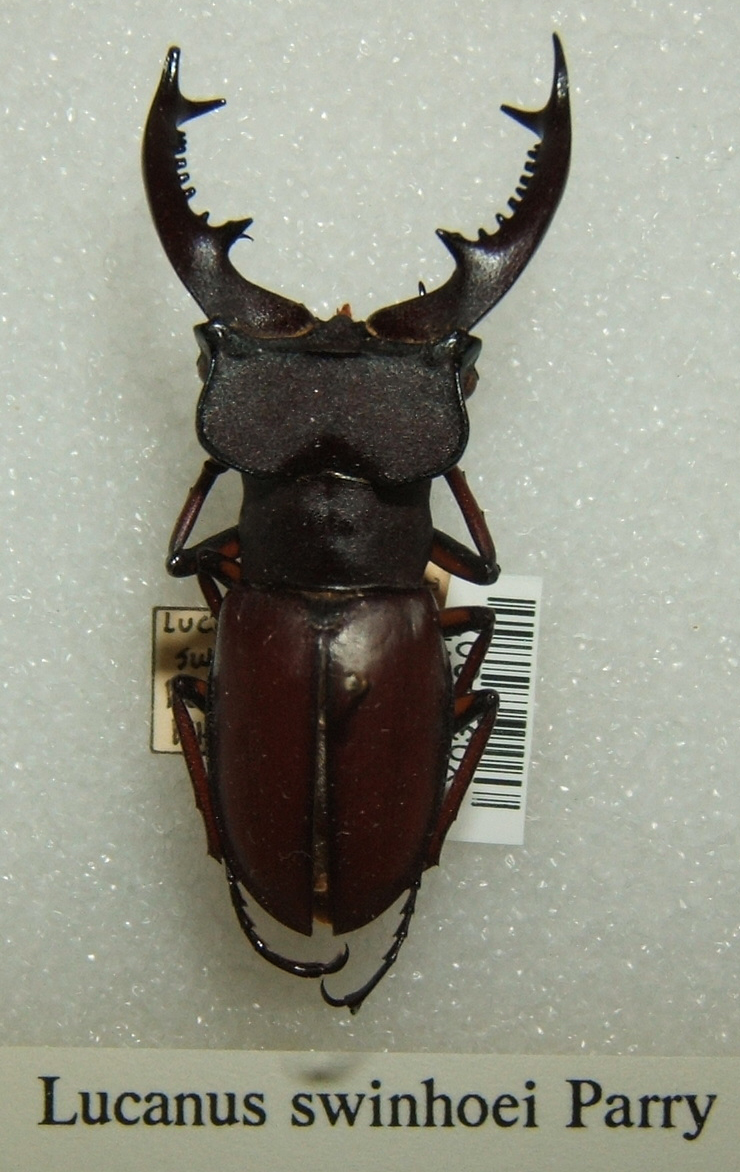
Lucanus swinhoei
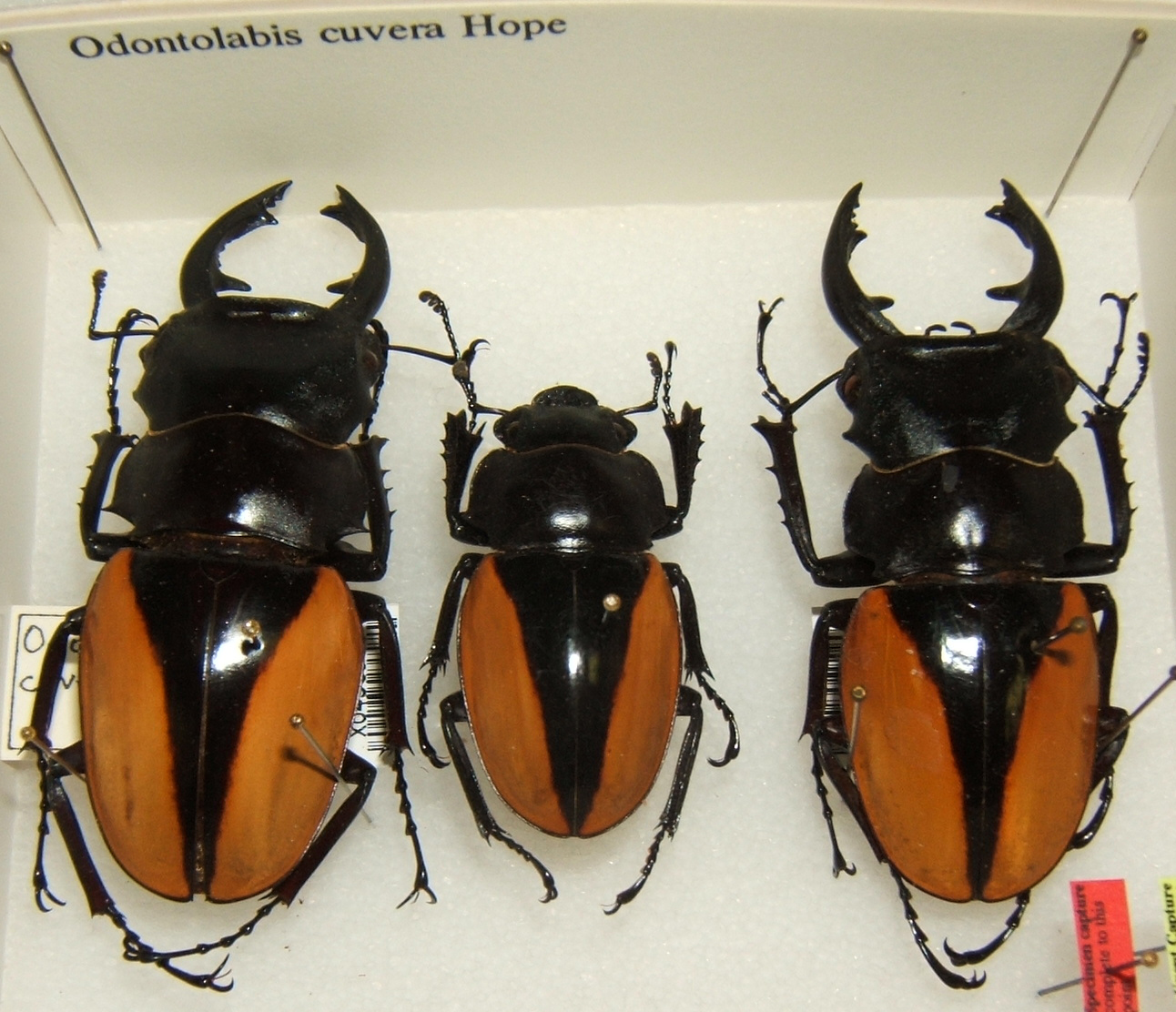
Odontolabis cuvera
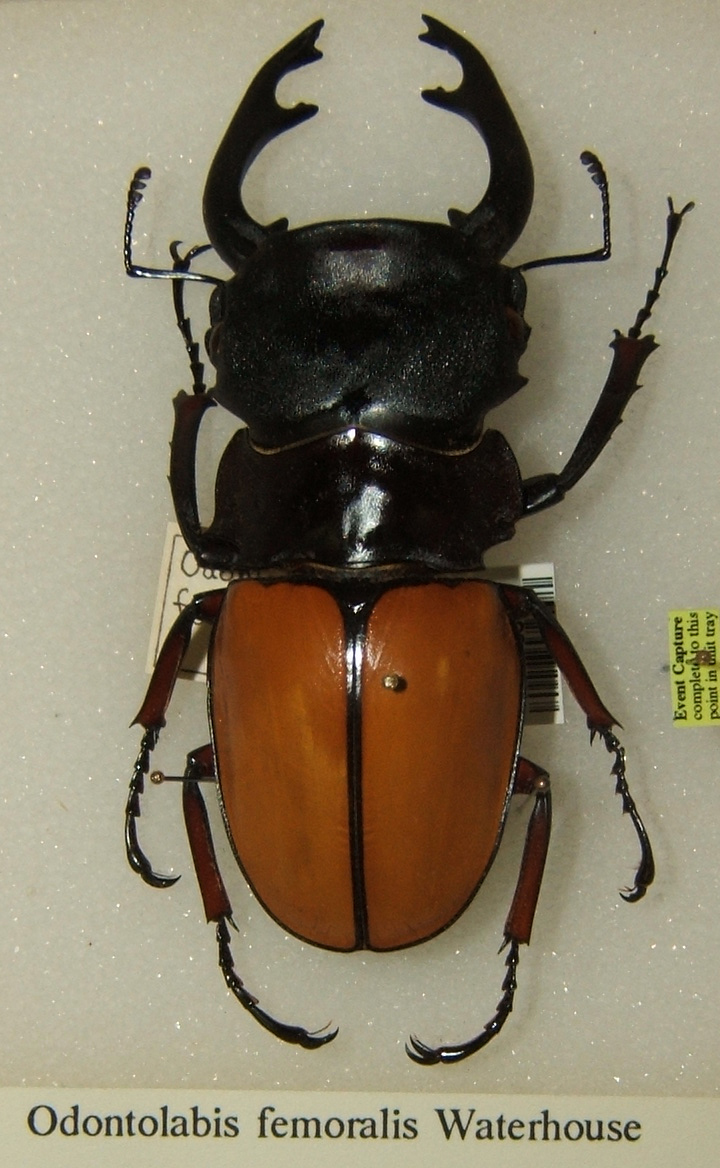
Odontolabis femoralis

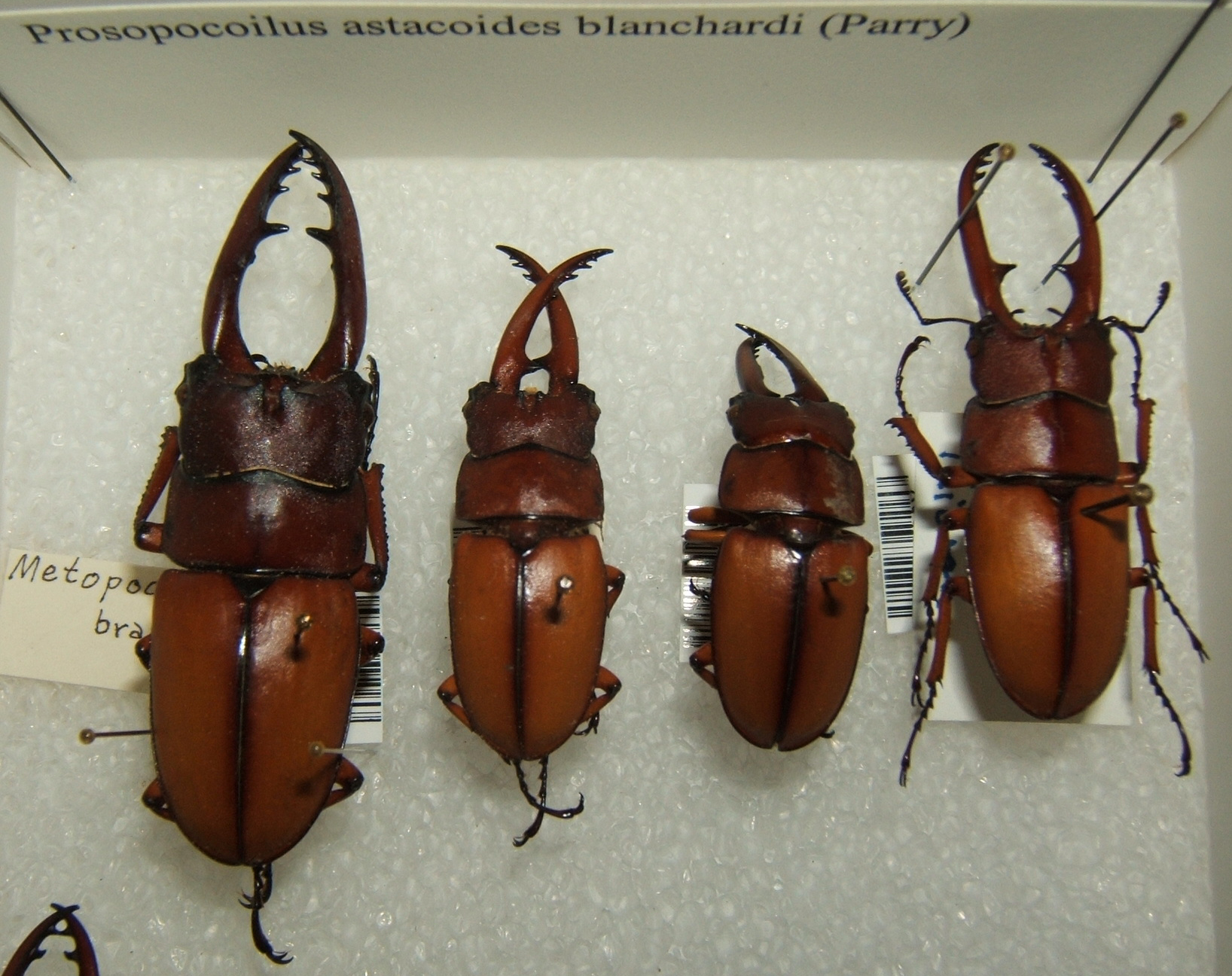
Prosopocoilus astacoides
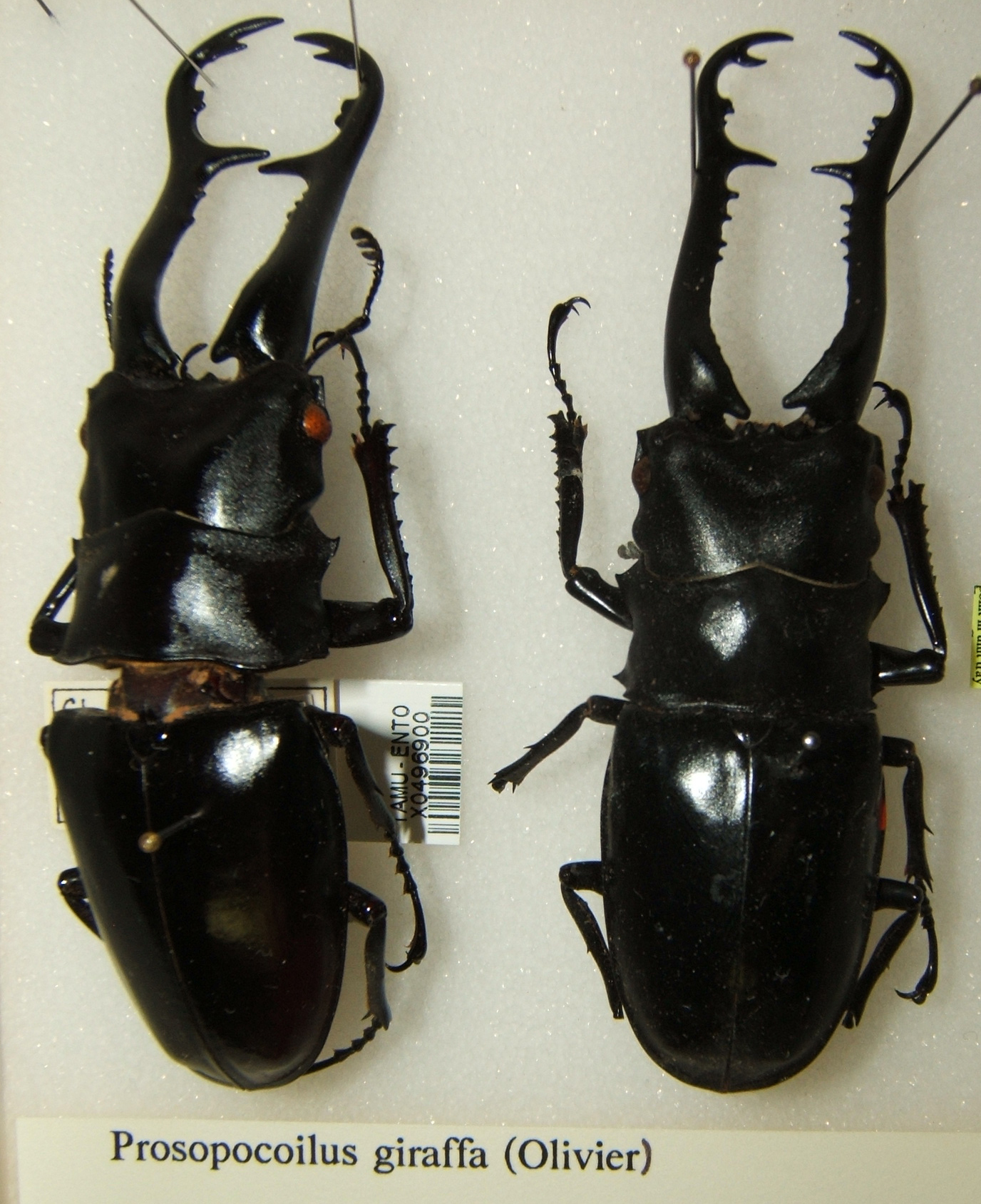
Prosopocoilus giraffa
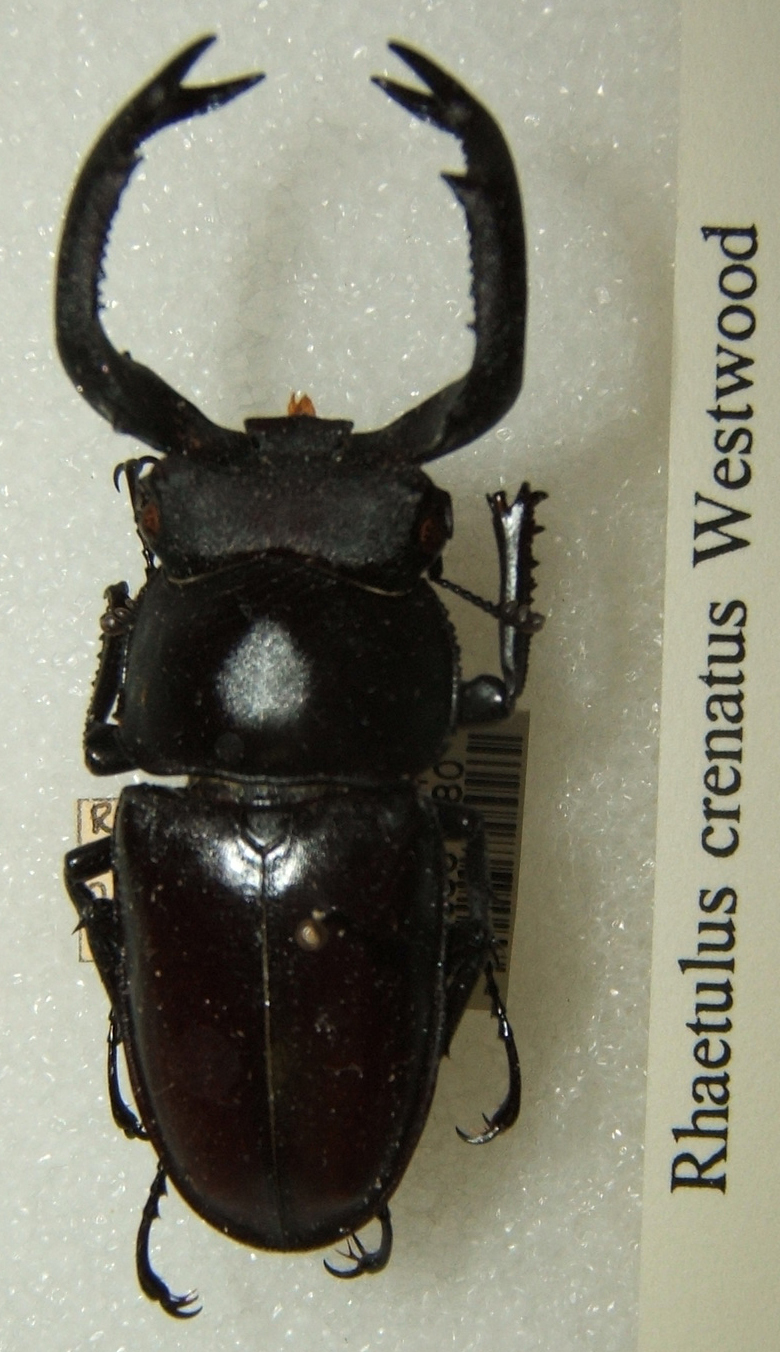
Rhaetulus crenatus

## وصلات خارجية
- يحتوي موقع البحث على الكثير من المعلومات التي تتعلق بالخنفساء الآيل بالإضافة إلى المعلومات التي تتعلق بخطط الحفاظ عليها نسخة محفوظة 18 ديسمبر 2014 على موقع واي باك مشين..
- M.J. Paulsen. "قائمة بأنواع الحنفساء الآيل الجديدة في العالم الجديد". مؤرشف من الأصل في 2012-02-07.
- Toma Libich. "معرض صور خنافس الآيل". مؤرشف من الأصل في 2018-07-11.
- "معرض صور خنافس الآيل". مؤرشف من الأصل في 2014-11-14.
- J M Maes. "Biodiversity: section on Lucanidae with a world catalogue and a world bibliography". مؤرشف من الأصل في 2019-05-15.
- Asahinet الخنفساء الآيل على طوابع البريد وتوضيح أنواعها.
- Images (portal)
- TOL
- The Lucanid (Stag) Beetles of the World Extra detailed specimen photobook 2009
- دليل عام حول أنواع "Scarabs- Lucanidae" الجديدة حول العالم.
- مشروع مدرسي بالمملكة المتحدة حول الخنفساء الآيل (جمع بيانات حول أفرادها)